# Matvejev Kurgan-i járás
A Matvejev Kurgan-i járás (oroszul: Матвеево-Курганский муниципальный район) Oroszország egyik járása a Rosztovi területen. Székhelye Matvejev Kurgan.

## Népesség
- 1989-ben 42 992 lakosa volt.
- 2002-ben 45 604 lakosa volt.
- 2010-ben 43 446 lakosa volt, melyből 38 411 orosz, 1 266 örmény, 1 258 ukrán, 418 koreai, 338 cigány, 203 azeri, 157 fehérorosz, 120 német, 112 udin, 70 tabaszaran, 62 moldáv, 48 tatár, 47 grúz, 43 dargin, 34 oszét, 26 üzbég, 25 görög stb.